# Joseph von Herget
Joseph (Josef) von Herget (* 1812; † November 1873) war ein kaiserlich-königlicher Bezirkshauptmann und später Statthaltereirat in der österreichischen Monarchie.

## Leben und Wirken
Herget war mindestens in den Jahren 1848 bis 1851 Bezirkshauptmann in der K. k. Bezirkshauptmannschaft Eger (Cheb). Später ging er als Statthaltereirat nach Prag.